# Charles B. Andrews

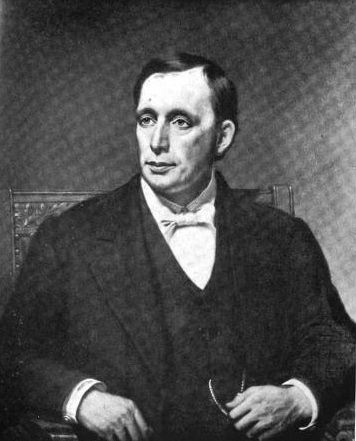
Charles B. Andrews

Charles Bartlett Andrews (* 4. November 1836 in Sunderland, Franklin County, Massachusetts; † 12. September 1902 in Litchfield, Connecticut) war ein US-amerikanischer Politiker und von 1879 bis 1881 Gouverneur des US-Bundesstaates Connecticut. Er war Mitglied der Republikanischen Partei.

## Frühe Jahre und politischer Aufstieg
Andrews besuchte die Franklin Academy und graduierte dann 1858 am Amherst College. Anschließend zog er nach Connecticut, studierte dort Jura und bekam 1861 seine Zulassung als Anwalt. Andrews entschloss sich 1868 in die Politik zu gehen, kandidierte für den Senat von Connecticut und siegte. Er wurde 1869 im Amt bestätigt. 1878 wählte man ihn ins Repräsentantenhaus von Connecticut, wo er den Vorsitz im Justizausschuss hatte.

## Gouverneur von Connecticut
Andrews wurde 1878 durch eine Legislativabstimmung zum Gouverneur von Connecticut gewählt. Während seiner Amtszeit wurde ein Gesetz verabschiedet, das die Angliederung der Aktiengesellschaften etablierte, sowie ein progressives Jurygesetz geformt. Ferner wurde dem Gouverneur die Vollmacht erteilt, Richter für den State Supreme Court vorzuschlagen, sowie eine Resolution verabschiedet, die einen andauernden Grenzliniendisput beendete. Am 5. Januar 1881 verließ Andrews sein Amt und kehrte zu seiner Tätigkeit als Anwalt zurück.

## Weiterer Lebenslauf
Er wurde 1882 zum Richter in Connecticuts Superior Court gewählt. Ferner war er dort zwischen 1889 und 1901 der Oberste Staatsrichter (Chief Justice). Er war auch ein Delegierter und Presiding Officer beim Verfassungskonvent von 1902.
Charles B. Andrews verstarb am 12. September 1902 und wurde in Litchfield beigesetzt.